# Mary Wurm
Pour les articles homonymes, voir Wurm.
Marie Josephine Agnes Wurm, née le 18 mai 1860 à Southampton – morte le 21 janvier 1938 à Munich, est une pianiste et compositrice britannique d’origine allemande.

## Biographie
Mary Wurm naît en Angleterre. Ses parents, Johann Evangelist Wurm et Sophie Niggli, sont des musiciens allemands qui se sont installés dans ce pays dans les années 1850. Aînée de dix enfants, elle est la sœur d’Alice Verne-Bredt (1864–1958), Mathilde Verne (1865-1936) et Adela Verne (1877-1952), qui deviendront toutes trois musiciennes professionnelles,, et la tante du pianiste et compositeur John Vallier. Elle a vécu à Stuttgart dans son enfance avant de repartir pour Londres. Elle apprend le piano avec Clara Schumann et la composition avec Charles Villiers Stanford, Arthur Sullivan et Frederick Bridge ; en 1886, elle étudie également la composition à Leipzig avec Carl Reinecke.
Mary Wurm est devenue une pianiste estimée. Elle fait ses débuts au Crystal Palace en 1882. En 1898, elle fonde à Berlin un orchestre de femmes, qu’elle dirige, mais qui doit cependant être dissout à la suite de problèmes financiers,.
En 1914, Mary Wurm publie une collection Pratic Preschool (« Pratique pré-scolaire ») devant servir de matériel pédagogique à Elisabeth Caland (de), à Hanovre.
Marie Wurm remporte trois fois de suite la bourse Mendelssohn.

## Œuvres
- Mag auch heiss das Scheiden brennen
- Christkindleins Wiegenlied aus des Knaben Wunderhorn (texte : Des Knaben Wunderhorn)
- Wiegenlied im Sommer (texte : Robert Reinick)
- Prinzessin Lisa’s Fee, opérette pour enfants (Lübeck, Stadttheater 1890)
- Die Mitschuldigen, opéra en 3 actes (Leipzig, Stadttheater, 1921)
- Concerto pour piano piano en si mineur
- Sonate pour violon